# Родригес, Энио Антонио
Э́нио Анто́нио Родри́гес да Силва (порт.-браз. Ênio Antônio Rodrigues da Silva; 10 ноября 1930, Порту-Алегри — 16 января 2002, по другим данным 2 февраля 2001, Порту-Алегри) — бразильский футболист, защитник.

## Карьера
Энио Родригес родился в семье болельщиков клуба «Гремио», живших около стадиона Байшада. Он начал играть в футбол в местном клубе «Умаита». В 1948 году Родригес стал игроком клуба «Гремио Форса-е-Лус», а затем перешёл в «Реннер». С этой командой он выиграл свой первый титул чемпиона штата Риу-Гранди-ду-Сул. В 1954 году защитник стал игроком «Гремио», в котором дебютировал 19 сентября в матче-открытия стадиона Олимпико Монументал. Энио играл в составе команды восемь лет, составляя дуэт центра обороны с Айртоном Павильяном. Родригес выиграл с клубом пять чемпионатов штата и пять титулов чемпиона Порту-Алегри. Футболист провёл в составе команды 315 матчей и забил 4 гола.
В 1956 году Родригес в составе сборной Бразилии поехал на Панамериканский чемпионат. Энио в качестве капитана команды вывел национальную команду на поле в первой встрече против Чили. На первенстве защитник провёл пять из шести матчей, а Бразилия выиграла золотые медали. Четыре годы спустя Родригес вновь поехал на Панамериканский чемпионат, где сыграл в двух матчах. Всего за сборную страны Энио провёл шесть игр.
Завершив игровую карьеру, Родригес стал работать тренером. Он с 1961 по 1962 год тренировал «Гремио», выиграв с командой чемпионат штата и титул чемпиона Южной Бразилии. Также Энио работал с клубами «Пелотас», СЭР Кашиас и «Риу-Гранди». Последние годы жизни Родригес страдал от проблем с почками и печенью. Он стоял в очереди на пересадку печени. 16 января 2002 года Энио скончался. По другим данным он умер 2 февраля 2001 года. Родригес был похоронен на кладбище Санта-Каза де Мизерикордия.

## Международная статистика
| Матчи Энио Родригеса за сборную Бразилии | Матчи Энио Родригеса за сборную Бразилии | Матчи Энио Родригеса за сборную Бразилии | Матчи Энио Родригеса за сборную Бразилии | Матчи Энио Родригеса за сборную Бразилии | Матчи Энио Родригеса за сборную Бразилии | Матчи Энио Родригеса за сборную Бразилии |
| ---------------------------------------- | ---------------------------------------- | ---------------------------------------- | ---------------------------------------- | ---------------------------------------- | ---------------------------------------- | ---------------------------------------- |
| №                                        | Дата                                     | Место проведения                         | Оппонент                                 | Счёт                                     | Голы                                     | Турнир                                   |
| 1                                        | 1 марта 1956                             | Мехико                                   | Чили                                     | 2:1                                      | —                                        | Панамериканский чемпионат                |
| 2                                        | 6 марта 1956                             | Мехико                                   | Перу                                     | 1:0                                      | —                                        | Панамериканский чемпионат                |
| 3                                        | 13 марта 1956                            | Мехико                                   | Коста-Рика                               | 7:1                                      | —                                        | Панамериканский чемпионат                |
| 4                                        | 18 марта 1956                            | Мехико                                   | Аргентина                                | 2:2                                      | —                                        | Панамериканский чемпионат                |
| 5                                        | 6 марта 1960                             | Сан-Хосе                                 | Мексика                                  | 2:2                                      | —                                        | Панамериканский чемпионат                |
| 6                                        | 10 марта 1960                            | Сан-Хосе                                 | Коста-Рика                               | 0:3                                      | —                                        | Панамериканский чемпионат                |

## Достижения

### Как игрок
- Чемпион штата Риу-Гранди-ду-Сул: 1954, 1956, 1957, 1958, 1959, 1960
- Чемпион Порту-Алегри: 1956, 1957, 1958, 1959, 1960
- Победитель Панамериканского чемпионата: 1956

### Как тренер
- Чемпион штата Риу-Гранди-ду-Сул: 1962
- Чемпион Южной Бразилии: 1962